# チーフタンズ

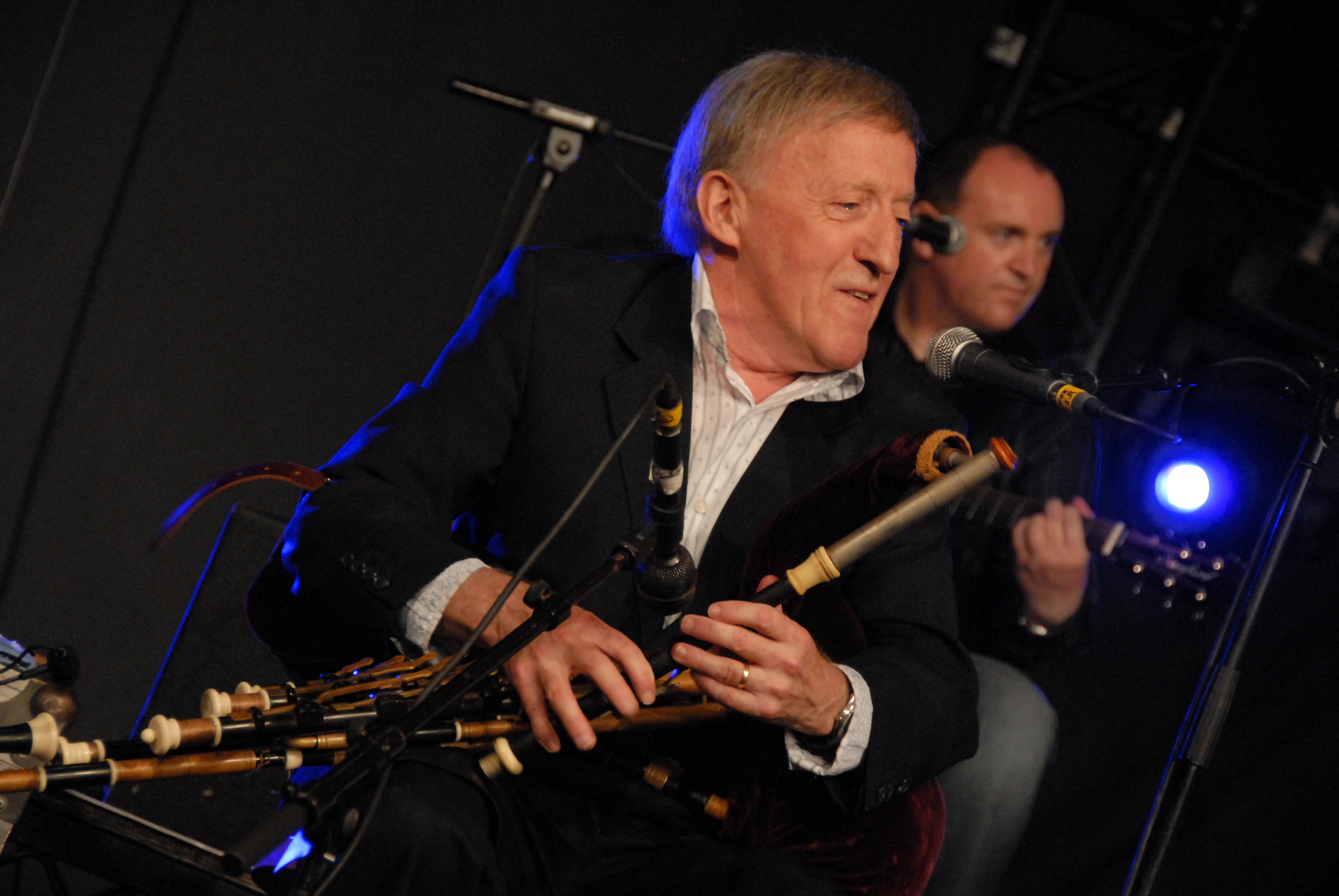
唯一のオリジナル在籍者だったパディ・モローニ（2006年）

ザ・チーフタンズ（The Chieftains）は、アイルランドの伝統音楽グループ。1962年に結成。伝統音楽を現代的なアレンジに施したスタイルが特徴で、徐々に知名度を上げ支持を広げていった。活動は約60年にも及び、グラミー賞やアカデミー賞を獲得している。

## 概要
1961年からショーン・オ・リアダが率いたグループ、キョールトリ・クーラン（Ceoltóirí Chualann）を母体とし、1962年結成。アイルランドの伝統音楽にバロック音楽のアレンジを施し、コンサート・ホールで多くの聴衆が楽しめるように発展させたバンド。1976年に映画『バリー・リンドン』の音楽を担当、同作がアカデミー賞を受賞したことで世界に知られるようになる。特に1980年代後半以降に傑作アルバムを多くリリース、グラミー賞を6作品計7回受賞（『アナザー・カントリー』『アイリッシュ・イヴニング』『ケルティック・ハープ』『ロング・ブラック・ヴェイル』『サンティアーゴ』『Long Journey Home』）、ノミネートは9回にのぼる。
ロック、ポップス、クラシック、世界の民族音楽、映画音楽などあらゆるジャンルの共演者を迎え、アイルランドの伝統音楽との融合を行なっており、その現代的なアレンジは当初は強い批判を受けていたが、「チーフタンズの人気が高まると批判していた人達もチーフタンズの様にやりだした」と、リーダーのパディは振り返っている。また、意欲的に様々なミュージシャンとセッションを重ねており、共演者にはローリング・ストーンズ、ポール・マッカートニー、スティング、ジョニ・ミッチェル、ライ・クーダー、エルヴィス・コステロ、ヴァン・モリソン、ルチアーノ・パヴァロッティ、ロンドン交響楽団など、枚挙に暇がない。
1991年に初来日、これまでに矢野顕子、忌野清志郎、元ちとせ、新日本フィルなどのゲストを迎えて公演を行ってきた。
2002年、音楽の柱であったデレク・ベル（ハープ）が死去。
2012年、初期メンバーのマーティン・フェイ（フィドル）死去。
2017年、11回目の来日。「ザ・チーフタンズ来日公演2017〜日本アイルランド外交関係樹立60周年記念公演」として全国9公演を行う。
2021年、唯一のオリジナル在籍メンバー、パディ・モローニが死去。
2023年、フィドルのショーン・キーン死去。享年76歳。
メンバーの死去や病気療養で参加できないミュージシャンの分を、アイルランドやカナダの若手ミュージシャンらをサポートに迎え公演を続けている。1962年の結成から現在も一年の大半をワールド・ツアーに費やし、その合間にレコーディングという精力的な活動を続けており、これまでに40枚以上のアルバムをリリースしている。

## メンバー
※2021年10月時点

### 現ラインナップ
- ケヴィン・コーネフ (Kevin Conneff)（1945年 - 、ダブリン出身） バウロン、ヴォーカル (1976年– )
- マット・モロイ (Matt Molloy) （1947年 - 、ロスコモン県バガダリーン出身） アイリッシュ・フルート (1979年– )

### 旧メンバー
※末尾の♰（十字架）は逝去者
- パディ・モローニ (Paddy Moloney) （1938年 - 2021年、ダブリン出身） ティン・ホイッスル、イーリアン・パイプ (1962年–2021年) ♰
- マーティン・フェイ (Martin Fay)（1936年 - 2012年、ダブリン出身） フィドル (1962年–2002年) ♰
- マイケル・ダブリディ (Michael Tubridy)（1935年 - 、クレア県キルラッシュ出身） アイリッシュ・フルート、コンサーティーナ、ティン・ホイッスル (1962年–1979年)
- シーン・ポッツ (Seán Potts)（1930年 - 2014年、ダブリン出身）ティン・ホイッスル、ボーンズ、バウロン (1962年–1979年) ♰
- デイビット・ファロン (David Fallon)（ウェストミーズ県出身）バウロン (1962年–1966年)
- ピーダー・メルシエ (Peadar Mercier（1914年 - 1991年）バウロン、ボーンズ (1966年–1976年) ♰
- ショーン・キーン (Sean Keane)（1946年 - 2023年、ダブリン出身） フィドル (1968年–2002年) ♰[3]
- デレク・ベル (Derek Bell) （1935年 - 2002年、ベルファスト出身） アイリッシュ・ハープ、ピアノ (1975年–2002年)  ♰
- ロニー・マクシェーン (Ronnie McShane)（不明 - 2017年） ボーンズ、バウロン (1975年–1976年) ♰

### 歴代サポートメンバー
- トリーナ・マーシャル (Triona Marshall) - アイリッシュ・ハープ
- ジョン・ピラツキ (Jon Pilatzke) - ステップダンス、フィドル
- ネイサン・ピラツキ (Nathan Pilatzke) - ステップダンス
- キャラ・バトラー (Cara Butler) - アイリッシュ・ダンス
- アリス・マコーマック (Alyth McCormack) - ヴォーカル
- ディニー・リチャードソン (Deanie Richardson) - フィドル
- タラ・ブレーン (Tara Breen) - フィドル
- ティム・エディ (Tim Edey) - ギター
- ジェフ・ホワイト (Jeff White) - ギター

## ディスコグラフィ

### スタジオ・アルバム
- 『ザ・チーフタンズ1』 - The Chieftains (1964年)
- 『ザ・チーフタンズ2』 - The Chieftains 2 (1969年)
- 『ザ・チーフタンズ3』 - The Chieftains 3 (1971年)
- 『ザ・チーフタンズ4』 - The Chieftains 4 (1973年)
- 『ザ・チーフタンズ5』 - The Chieftains 5 (1975年)
- 『ザ・チーフタンズ 6:ボナパルト・リトリート』 - The Chieftains 6: Bonaparte's Retreat (1976年)
- The Chieftains 7 (1977年)
- The Chieftains 8 (1978年)
- The Chieftains 9: Boil the Breakfast Early (1979年)
- 『ザ・チーフタンズ10』 - The Chieftains 10: Cotton-Eyed Joe (1980年)
- The Grey Fox (1982年) ※映画『グレイフォックス』サウンドトラック
- 『イヤー・オブ・ザ・フレンチ』 - The Year of the French (1983年) ※with RTÉコンサート・オーケストラ
- 『ザ・チーフタンズ・イン・チャイナ』 - The Chieftains in China (1985年)
- 『バラッド・オブ・ジ・アイリッシュ・ホース』 - Ballad of the Irish Horse (1986年)
- 『ケルティック・ウェディング』 - Celtic Wedding (1987年)
- 『わが故郷アイルランド』 - In Ireland (1987年) ※with ジェームズ・ゴールウェイ
- 『アイリッシュ・ハートビート』 - Irish Heartbeat (1988年) ※with ヴァン・モリソン
- The Tailor of Gloucester (1988年) ※with メリル・ストリープ
- 『セレブレーション』 - A Chieftains Celebration (1989年)
- 『オーヴァー・ザ・シー・トゥ・スカイ』 - Over the Sea To Skye: The Celtic Connection (1990年) ※with ジェームズ・ゴールウェイ
- 『ベルズ・オブ・ダブリン』 - The Bells of Dublin (1991年)
- 『スクリーン・テーマ』 - Reel Music (1991年)
- 『アナザー・カントリー』 - Another Country (1992年)
- 『遥かなる大地へ オリジナル・サウンドトラック』 - Far and Away (1992年) ※映画『遥かなる大地へ』サウンドトラック with ジョン・ウィリアムズ
- 『ザ・ケルティック・ハープ〜エドワード・バンティングに捧ぐ』 - The Celtic Harp: A Tribute to Edward Bunting (1993年) ※with ベルファスト・ハープ・オーケストラ
- 『ロング・ブラック・ヴェイル』 - The Long Black Veil (1995年)
- 『フィルム・カッツ』 - Film Cuts (1996年)
- 『サンティアーゴ』 - Santiago (1996年)
- Long Journey Home (1998年) ※with アイリッシュ・フィルム・オーケストラ & エルヴィス・コステロ
- 『ティアーズ・オブ・ストーン』 - Tears of Stone (1999年)
- 『ウォーター・フロム・ザ・ウェル』 - Water From the Well (2000年)
- 『ダウン・ジ・オールド・プランク・ロード』 - Down the Old Plank Road: The Nashville Sessions (2002年)
- 『ダウン・ジ・オールド・プランク・ロード2』 - Further Down the Old Plank Road (2003年)
- 『サン・パトリシオ』 - San Patricio (2010年) ※with ライ・クーダー
- 『ヴォイス・オブ・エイジス』 - Voice of Ages (2012年)

### ライブ・アルバム
- 『ライヴ!』 - The Chieftains Live!  (1977年)
- 『アイリッシュ・イヴニング』 - An Irish Evening (1992年) ※with ロジャー・ダルトリー
- Silent Night: A Christmas in Rome (1998年)
- 『ライヴ・フロム・ダブリン - トリビュート・トゥ・デレク・ベル』 - Live from Dublin: A Tribute to Derek Bell (2005年)
- Bear’s Sonic Journals: The Foxhunt, The Chieftains Live in San Francisco 1973 & 1976 (2022年)[4][5][6]

### コンピレーション・アルバム
- The Best of the Chieftains (1992年)
- 『ファイアー・イン・ザ・キッチン』 - Fire in the Kitchen (1998年)
- 『ワイド・ワールド・オーヴァー〜ザ・チーフタンズ・グレイテスト・ヒッツ』 - The Wide World Over (2002年)
- 『エッセンシャル・ザ・チーフタンズ』 - The Essential Chieftains (2006年)
- 『ベスト・オブ・ザ・チーフタンズ』 - Best of the Chieftains (2012年)
- 『グレイテスト・ヒストリー』 - The Greatest History (2017年)
- 『チーフタンズの60年〜ヴェリー・ベスト・オブ・ザ・チーフタンズ』 - Chronicles : 60 Years Of The Chieftains (2021年)